# スーラジ・マル
スーラジ・マル（ヒンディー語：सूरज मल, Suraj Mal, 1707年2月 - 1763年12月25日）は、北インド、バラトプル王国の君主（在位：1755年 - 1763年）。スーラジュ・マルとも呼ばれる
彼は偉大なジャート族の指導者であり、その治世にバラトプル王国の領土は拡大し、その威信を北インド一帯に轟かせた。その支配は現ハリヤーナー州南部にいたる広大な地域を及んでいた。歴史家ビパン・チャンドラは「彼は敏腕な統治者でかつ戦士であり、賢明な政治家であった」と評している。

## 生涯

### 前半生・王位継承

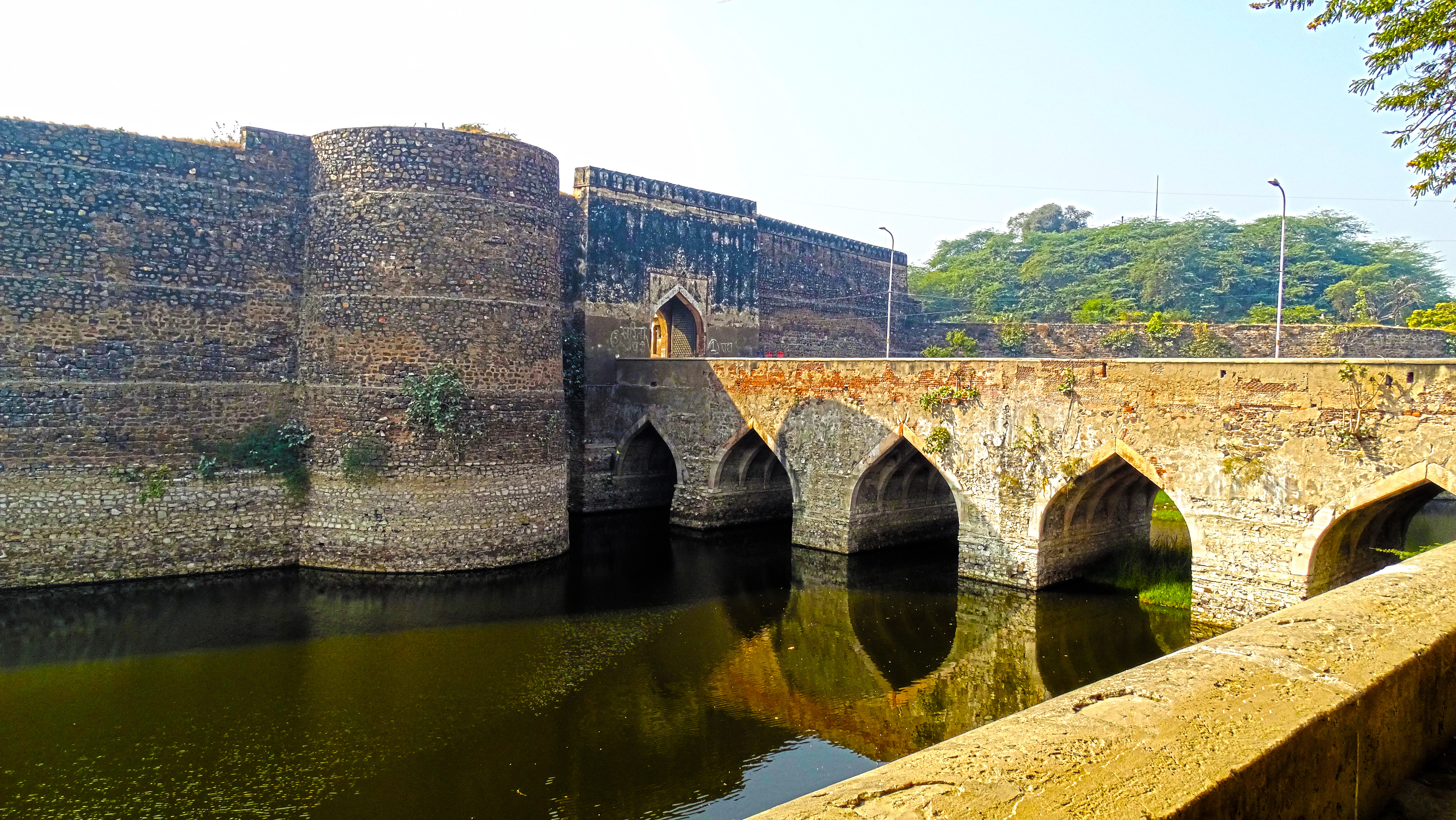
バラトプル

1707年2月、スーラジ・マルはのちのバラトプル王国の君主バダン・シングの弟ループ・シングの息子として生まれた。その家系はジャート族の指導者であり、17世紀末から18世紀初頭にかけて、ムガル帝国にたびたび反乱を起こしていた。
スーラジ・マルが生まれて間もなく、同年3月3日にムガル帝国の皇帝アウラングゼーブがその長い生涯を終え、帝国は徐々に崩壊の運命をたどった。
1733年、スーラジ・マルは26 歳の時、ラージャスターンのバラトプルを占領し、ここを自身の拠点とした。とはいえ、叔父のバダン・シングを支え続け、1755年にはその地位を継承した。

### 勢力拡大

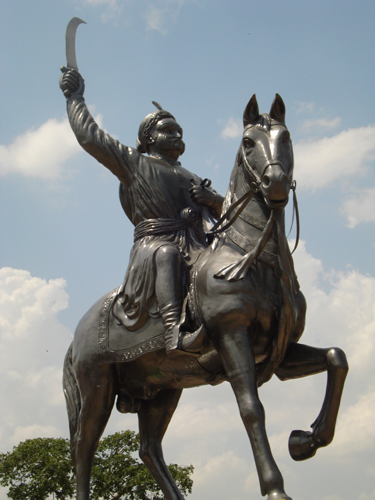
スーラジ・マル像

この時代、ムガル帝国は衰退期を迎え、マラーター同盟が勢力を広げていた。そうしたなか、スーラジ・マルはジャート勢力をまとめ上げ、最盛期には北はデリー州、西はアーグラ州、東はガンジス川、西はチャンバル川に至る版図を支配下に置いた。その中にはマトゥラー、アーグラ、アリーガル、メーラトなど重要な都市も含まれていた。
スーラジ・マルと同時代の人間は彼に関して次のように語っている。
| 「 | 農民の服に身を包み、プラジ方言しか話せないが、彼はジャート部族のプラトンであった。租税や民事の扱いに際しての賢明さ、才知、能力において、アーサフ・ジャー・バハードゥルを除けば、ヒンドゥスターンの大物の中で彼に勝る人物はいなかった。 | 」 |

### 第三次パーニーパットの戦いと死

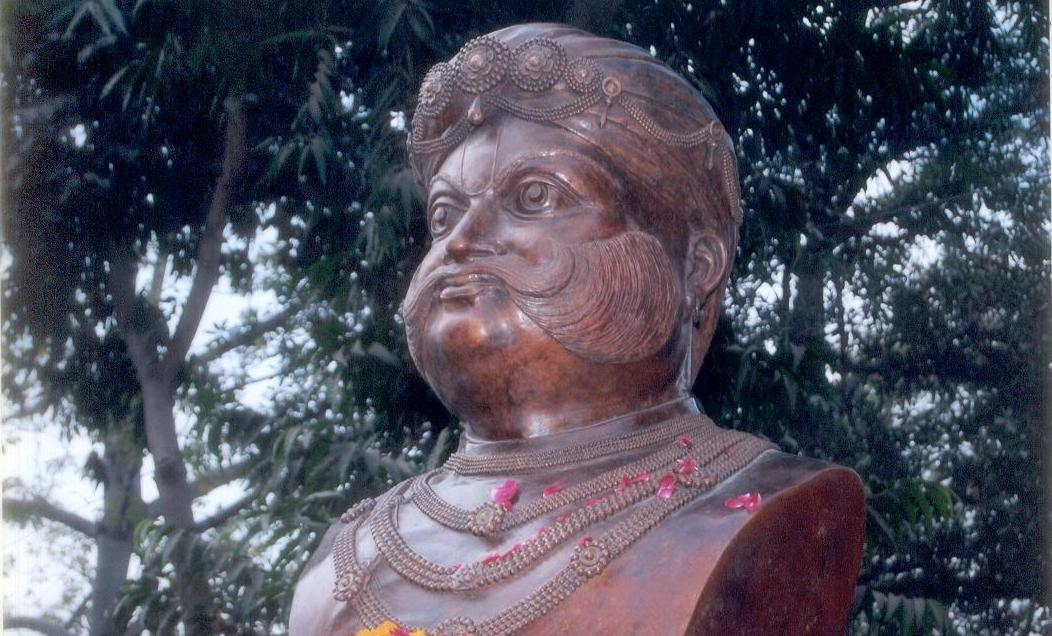
スーラジ・マル像

1760年8月、スーラジ・マルはマラーター同盟軍ともにデリーへ入城し、アフガン勢力ドゥッラーニー朝を迎え撃とうとした。その際、軍総司令官のサダーシヴ・ラーオ・バーウにデリーを拠点にアフガン軍にゲリラ戦で対抗するように進言した。しかし、サダーシヴ・ラーオはこれを卑怯な戦い方だとして拒否したため、スーラジ・マルはデリーを去った。
1761年1月14日、マラーター同盟軍はアフガン軍にパーニーパットで敗れ、おびただしい数の死者を出した（第三次パーニーパットの戦い）。スーラジ・マルの予想通りであった。
その後、ドゥッラーニー朝は北インドから撤退したものの、スーラジ・マルはその代官として残されたローヒラー族のナジーブ・ウッダウラと対立した。ナジーブ・ウッダウラはパーニーパットの戦いのち、ムガル帝国の実権を握った人物であった。
1763年12月25日、スーラジ・マルはナジーブ・ウッダウラとデリー近郊で戦った際、伏兵の攻撃に遭って死亡した。死後、息子のジャワーハル・シングが王位を継承したが、王国はしだいに分裂していった。